# Percnia felinaria
Percnia felinaria là một loài bướm đêm trong họ Geometridae.